# Космакова (Тюменский район)
Космакова — бывшая деревня в Тюменском районе Тюменской области, входила в состав Кулигинского сельсовета. 
Названа по фамилии первых поселенцев.

## Расположение
Располагалась на речке Кармак. В 8 км к югу располагается деревня Зырянка. На севере в 11 км располагается село Кулига, и бывшая деревня Сорокина (присоединена к Кулиге).
Рядом проходит автотрасса 71Н-1703.

## История
Деревня располагалась на обеих берегах речки Кармак. Первые поселенцы носили фамилии: Космаковы, Коровины, Милютины, Романовы.
Космаковка входила в состав Каменской волости Тюменского уезда Тобольской губернии.
Поселение было в большинстве старообрядческим. В Космаковке располагался старообрядческий молельный дом без креста (церковь).
В 1895 году в Космаковой была построена школа грамоты.
На 1926 год Космакова входила в состав Кулигинского сельсовета. Числилось 44 хозяйства.
В 1930—1950-е года в деревне был колхоз. В дальнейшем была отнесена к "неперспективным".
В 1970 году деревню расформировали. 
В 1990-е годы на урочище Космакова установили памятный пилон с крестом, памятник обнесли оградой.

## Население
На 1893 год в деревне было 32 двора, в которых проживало 129 человек. 
В 1926 году проживало 80 мужчин и 94 женщины (174 человека). Национальность: русские.

## Жители. Репрессии
- монах Овчинников Яков Ильич (священник Иосаф), 23 октября 1850 года рождения из деревни Труфаново Тюменского уезда Тобольской губернии. Служил в старообрядческом храме Космакова с 1932 по 1938 год.
- раскулаченная Рюпина Татьяна Петровна из деревни Сорокина 1876 года рождения, проживала в последнее время в Космакове.
- бывшая дворянка из Латвии Соколова Ирида Трифовна 1873 года рождения, проживавшая в Космакове.

11 июля 1938 года решением тройки УНКВД все трое были приговорены к расстрелу за контреволюционную деятельность, срыв предвыборного собрания по выборам в Верховный Совет СССР. 16 июля 1938 года приговор для всех 57 обвиняемых по делу № 6591 (троих обвиняемых из Космакова) был приведён в исполнение.